# Barbara Weldens
Barbara Weldens (Francia; 1983-departamento de Lot, Francia; 19 de julio de 2017) fue una cantante, autora, compositora e intérprete musical francesa, premiada con el Prix Révélation Scène 2016 de la Academia Charles-Cros y con el prix du Concours jeunes talents 2016 del Festival Jacques Brel.

## Carrera
Trabajó muchos años en el circo, donde aprendió malabares, acrobacias y trapecio con sus padres. Obtuvo galardones, como el premio revelación de la Academia Charles Cros.
El 3 de febrero de 2017 sacó su primer álbum de estudio, titulado Le Grand H de l'homme.

### Fallecimiento
Weldens murió la noche del 19 de julio de 2017 debido a un paro cardiaco luego de sufrir una electrocución mientras presentaba un concierto en la iglesia franciscana Notre-Dame des Cordeliers, en Goudron, en el departamento de Lot, al suroeste de Francia, en el marco del Festival Léo Ferré. Inmediatamente, el equipo de asistencia intentó sin éxito salvar a Weldens en el mismo lugar. Se ha abierto una investigación para conocer las causas de la muerte.

## Temas
- Je ne veux pas de ton amour
- Où sont mes nichons
- À mes flancs
- Purple room
- Alice
- Ému mais digne
- Le grand H de I'homme
- Du pain pour les réveille-matin
- Viens
- Belle
- Violence
- Femme
- L'Organique Vibration